# Abbas (imię)
Abbas (عباس) – imię męskie pochodzenia arabskiego. Wywodzi się od arabskiego słowa oznaczającego „surowy”.
- Znane osoby noszące to imię (lub nazwisko)